# Lazarivka, Simferopol
Lazarivka (în ucraineană Лазарівка) este un sat în comuna Trudove din raionul Simferopol, Republica Autonomă Crimeea, Ucraina.

## Demografie
Componența lingvistică a localității Lazarivka
     Rusă (50,56%)
     Tătară crimeeană (46,07%)
     Ucraineană (3,37%)
Conform recensământului din 2001, majoritatea populației localității Lazarivka era vorbitoare de rusă (50,56%), existând în minoritate și vorbitori de tătară crimeeană (46,07%) și ucraineană (3,37%).